# Burg Gromberg
Die Burg Gromberg, auch Gruwenberg oder Grünberg genannt,  ist eine abgegangene Spornburg in einem Wald 1000 Meter nordöstlich der Stadt Lauchheim im Ostalbkreis in Baden-Württemberg.

## Geschichte
Die Burg war die Stammburg der Herren von Gromberg (urkundlich 1235 bis 1518 erwähnt), die im frühen Mittelalter als Gefolgsleute der Staufer, später der Grafen von Oettingen umfangreichen Besitz unterhalb der Kapfenburg, auf dem Härtsfeld und im Nördlinger Ries hatten. Dazu zählten mehrere Burganlagen sowie Patronatsrechte der Kirche Lauchheim mit zugehörigen Kaplaneien Westhausen, Lippach und Westerhofen sowie der Kirche in Waldhausen. Eberhard von Gromberg („Gruwenberg“) wurde um 1250 als Burgmann der Kapfenburg erwähnt. Ebenfalls ein Eberhard von Gromberg wurde 1359 als Besitzer der Burg Schönberg erwähnt.
Burg Gromberg diente ebenso wie die gegenüberliegende Kapfenburg und die 800 Meter östlich gelegene Burg Königsbühl, von der nur noch Reste der Erdwerke geblieben sind, zur Überwachung der uralten Handelsstraße vom Remstal ins Ries, heute Bundesstraße 29. Sie wurde 1378 an Pfahlheim verkauft und war zuletzt als Ruine im Besitz der Deutschordenskommende Kapfenburg.
Von der Burg sind noch Burggräben, geringfügige Mauerreste und ein kleiner Teil des Turmsockels des Bergfrieds vorhanden.

Grundriss der früheren Burg
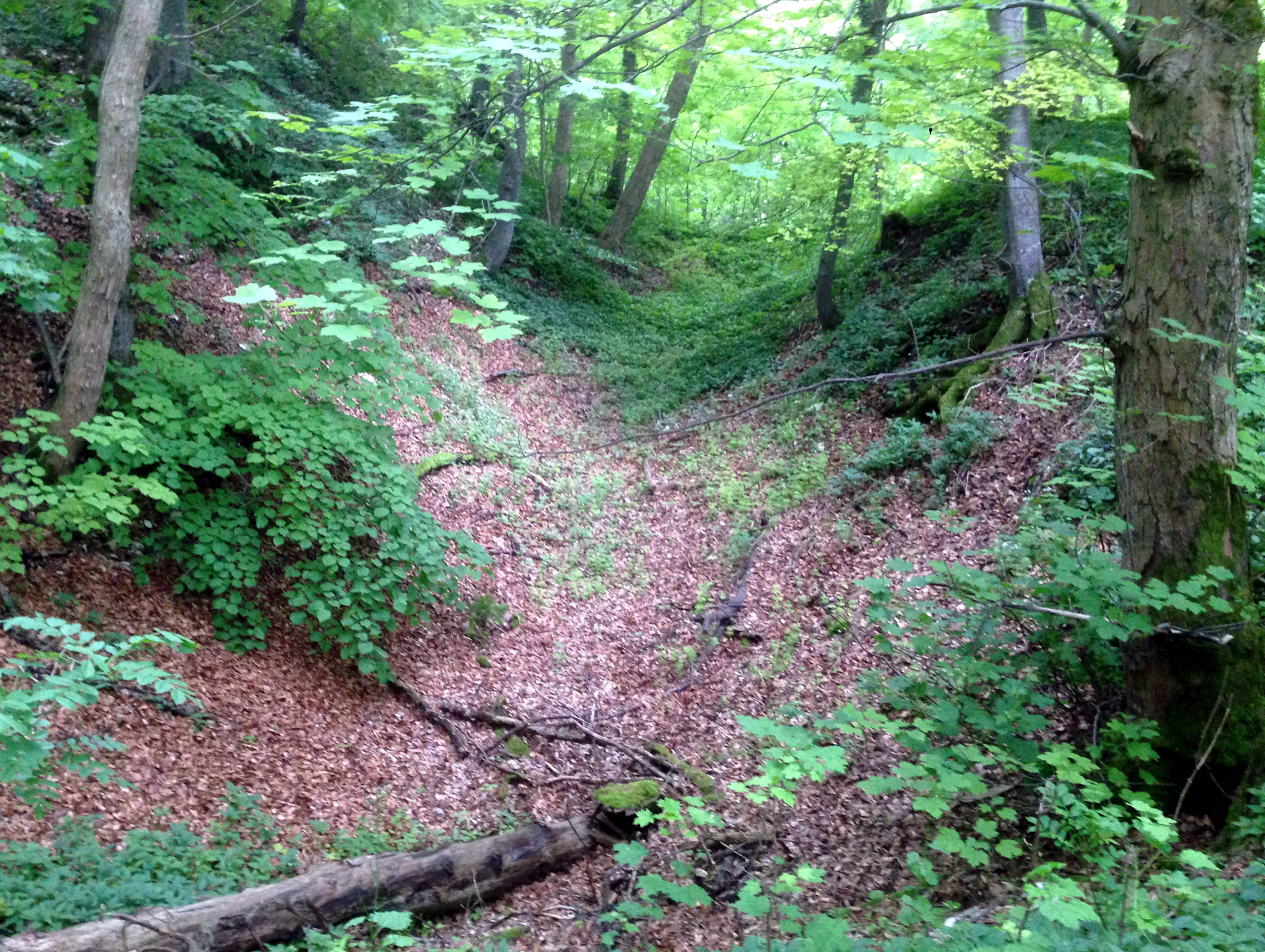
Teilabschnitt des Burggrabens
Wappen der Herren von Gromberg nach dem Neuen Siebmacher (1911)